# Alfredo Berti
Alfredo Jesús Berti (Villa Constitución, 5 de outubro de 1970) é um ex-futebolista e atualmente treinador de futebol argentino. Atualmente, comanda o Newell's Old Boys.

## Carreira
Berti jogou como meio-campo. ao iniciar no Newell's Old Boys. Em seguida foi para o México, defender as cores do Atlas de Guadalajara, ainda esteve na Colômbia, pelo América de Cali. retornando a Argentina, pra defender o tradicional Boca Juniors. durante seu tempo no Boca, sofreu várias lesões, o que levou a três operações pela qual nunca se recuperou. o que gerou sua aposentadoria precoce e ordenando o clube a pagar pela indenização onde o tribunal decidiu em favor do jogador.
Seu primeiro trabalho após pendurar as chuteiras foi como auxiliar técnico de Marcelo Bielsa, na Seleção Chilena de Futebol. Depois decidiu-se seguir a carreira de treinador de futebol, no próprio Newell's Old Boys, onde camandou as categorias de base do clube e após a participação do clube na Libertadores 2013, assumiu o comando do time principal do clube.

## Títulos

### Como jogador
Newell's Old Boys
- Campeonato Argentino: 1992

Boca Juniors
- Campeonato Argentino: 1998 e 1999